# Flipkart Video
Flipkart Video es una plataforma de transmisión de video OTT con sede en India operada por Flipkart, propiedad de Walmart. Se lanzó en 2019 y ha incluido contenido de socios como Voot, Arre, Viu, TVF, Pocket Aces' Dice Media y más. En octubre de 2019, anunció su primera serie original Back Benchers, un programa de preguntas organizado por la productora y directora de cine de Bollywood Farah Khan, que presenta a celebridades de Bollywood como estudiantes y la presentadora Farah como decana de la escuela ficticia. Las celebridades de Bollywood que aparecieron en el programa son Anil Kapoor, Shilpa Shetty, Kartik Aaryan, Parineeti Chopra, Ananya Pandey, Bhumi Pednekar, Tapsee Pannu, Janhvi Kapoor, Malaika Arora, entre otras.

## Descripción general
Flipkart Video es un servicio de transmisión de video gratuito que está disponible en la sección de video de la aplicación Flipkart. Flipkart se ha asociado con varias productoras, incluidas Studio Next y Frames y Sikhya Productions, para reforzar su biblioteca de series originales en varios idiomas y géneros para los usuarios de Flipkart.

## Programación original
Flipkart Video Originals presenta programación en los siguientes géneros: acción, comedia, romance, drama, terror, aventura y más.

### Series originales
| Year | Title                         | Episodes | Genre     | Premiere                 | Length  | Language | Ref(s)           |
| ---- | ----------------------------- | -------- | --------- | ------------------------ | ------- | -------- | ---------------- |
| 2019 | Back Benchers                 | 20       | Quiz show | 19 de octubre de 2019    | 35 mins | Hindi    | [ 12 ]           |
| 2020 | Entertainer No.1              | 8        | Game show | 13 de abril de 2020      | 10 mins | Hindi    | [ 13 ]           |
| 2020 | Kya Bolti Public              | 30       | Game show | 16 de abril de 2020      | 10 mins | Hindi    | [ 14 ] [ 15 ]    |
| 2020 | Fake or Not                   | 30       | Quiz show | 6 de julio de 2020       | 10 mins | Hindi    | [ 16 ]           |
| 2020 | Super Fan                     |          | Game show | 10 de julio de 2020      | 12 mins | Hindi    | [ 17 ]           |
| 2020 | Power Play with Champions     | 60       | Quiz show | 18 de septiembre de 2020 | 12 mins | Hindi    | [ 18 ]           |
| 2020 | Ladies vs Gentlemen           | 30       | Game show | 18 de noviembre de 2020  | 20 mins | Hindi    | [ 19 ]           |
| 2020 | Prize Wali Paathshala         |          | Game show | 15 de diciembre de 2020  | 7 mins  | Hindi    | [cita requerida] |
| 2021 | Kaun? Who Did It?             | 35       | Crime     | 9 de enero de 2021       | 17 mins | Hindi    | [ 20 ]           |
| 2021 | F.Y.I. - For Your Information |          | Game show | 16 de enero de 2021      |         | Hindi    | [ 21 ]           |
| 2021 | Dating Aaj Kal                | 30       | Game show | 13 de febrero de 2021    | 18 mins | Hindi    | [ 22 ]           |
| 2021 | Aage Kya                      | 40       | Quiz show | 28 de marzo de 2021      |         | Hindi    | [ 23 ]           |

### Cortometrajes originales
| Year | Title                 | Topic/Genre                                      | Premiere              | Length  | Language | Ref(s)        |
| ---- | --------------------- | ------------------------------------------------ | --------------------- | ------- | -------- | ------------- |
| 2020 | Chhaju Ke Dahi Bhalle | Online Dating                                    | 19 de febrero de 2020 | 13 mins | Hindi    | [ 24 ]        |
| 2020 | Nano So Phobia        | Confusion of Old Age                             | 19 de febrero de 2020 | 12 mins | Hindi    | [ 25 ] [ 24 ] |
| 2020 | Sleeping Partner      | Marital Rape                                     | 19 de febrero de 2020 | 22 mins | Hindi    | [ 26 ]        |
| 2020 | Pinni                 | The Role of a mother in making our lives sweeter | 19 de febrero de 2020 | 17 mins | Hindi    | [ 27 ] [ 28 ] |
| 2020 | Sunny Side Upar       | Looking at the positive sides in Life            | 19 de febrero de 2020 | 18 mins | Hindi    | [ 29 ] [ 30 ] |
| 2020 | Swaaha                | Infidelity in a marriage                         | 19 de febrero de 2020 | 16 mins | Hindi    | [ 27 ] [ 30 ] |
| 2020 | Thappad               | Innocence of childhood                           | 19 de febrero de 2020 | 17 mins | Hindi    | [ 31 ] [ 24 ] |

### Próximos proyectos
- Romanchak Gannah Ka Dhoom